# Vertrag von Fort Laramie 1851

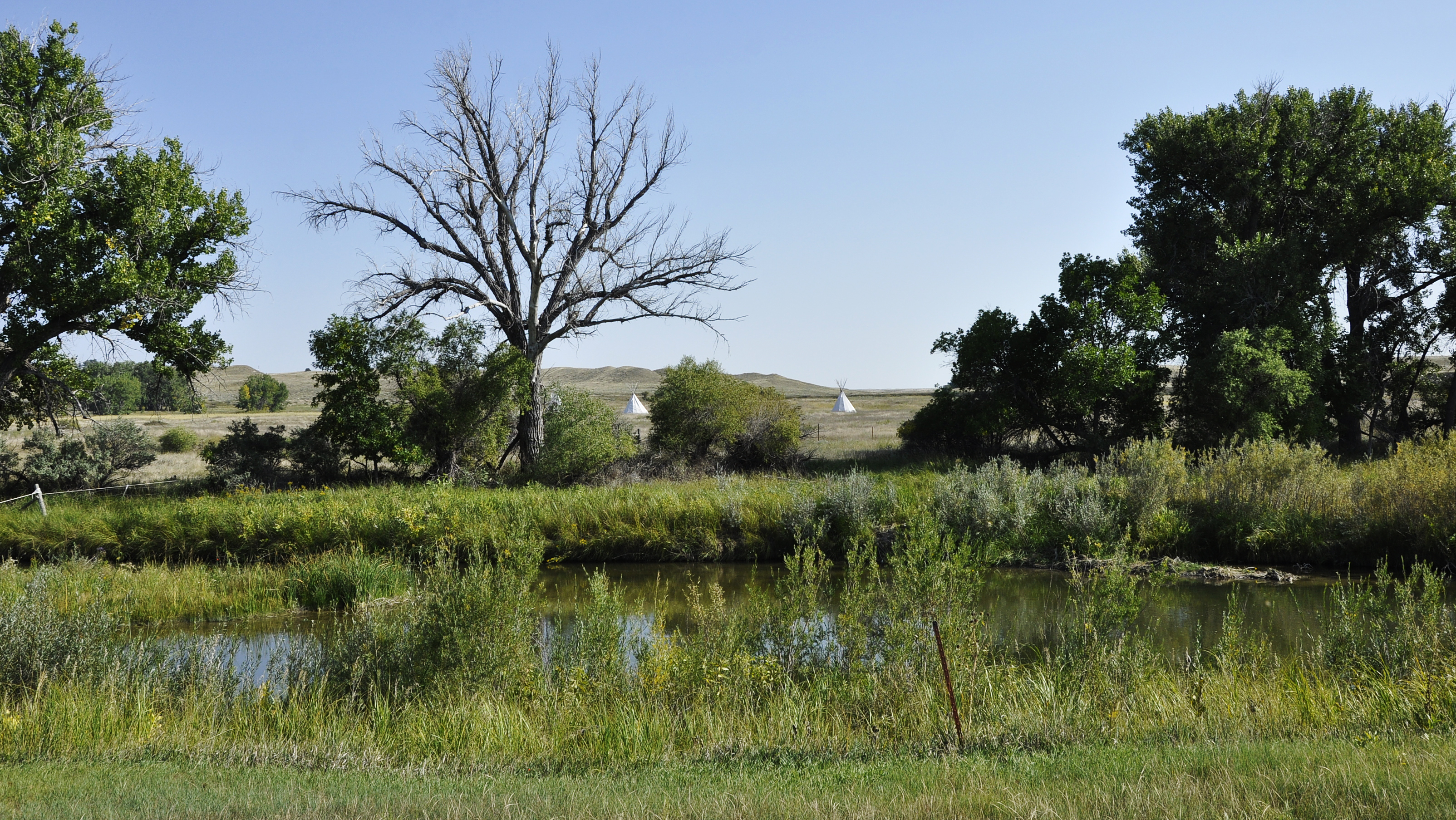
Fort Laramie National Historic Site Originalschauplatz mit Indianerzelten

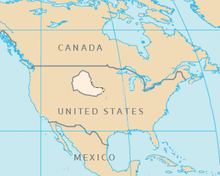
Lage des bestätigten Territoriums aller beteiligter Stämme

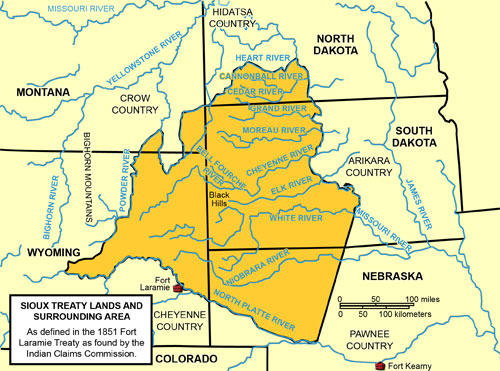
Sioux Territorium bestätigt von der Indian Claims Comission

Der Vertrag von Fort Laramie 1851 Englisch „Treaty of Fort Laramie (1851)“, auch „Horse-Creek-Vertrag“ oder Englisch „Horse Creek Treaty“ genannt, ist ein am 17. September 1851 geschlossener Vertrag zwischen den Vereinigten Staaten von Amerika und den Indianerstämmen der Cheyenne, Sioux, Arapaho, Crow, Assiniboine, Mandan, Hidatsa, und Arikara. Die Vereinigten Staaten bestätigten das Territorium der Stämme ohne Landabtretungen. Im Gegenzug erlaubten die Vertreter verschiedener Indianer-Stämme den USA, Straßen und Militärposten auf ihrem Land zu errichten, zum Beispiel für den Durchzug von Siedlern nach Oregon, den sogenannten Oregon Trail. Es wurde dafür eine jährliche Zahlung von 50.000 Dollar über einen Zeitraum von 50 Jahren vereinbart.
Da es im Fort Laramie an dem möglichen Platz für die zirka 10.000 teilnehmenden Indianer und ihrer Pferde mangelte, fanden die Verhandlungen nicht im Fort, sondern zirka 30 Meilen südlich am Horse Creek statt. Der Senat der Vereinigten Staaten ratifizierte den Vertrag, nahm aber eine Änderung des Paragrafen 5 vor, indem es den Zeitraum der Zahlungen von 50 auf 10 Jahre reduzierte. Der Vertrag und die Vertragsunterzeichnung war aus mehreren Gründen problematisch. Die Vereinigten Staaten bestanden darauf, mit einigen, wenigen Häuptlingen zu verhandeln. Das entsprach nicht der Tradition der Indianer. Aufgrund ihres Demokratieverständnis verlangten sie eine Beteiligung einer möglichst großen Anzahl von Beteiligten und Entscheidungsträger. Für die große Zahl von Beteiligten gab es viel zu wenig Übersetzer, da der Vertrag nur in Englisch verfasst worden war. Schließlich wurden einige wenige Häuptlinge als Repräsentanten ernannt, doch diese hatten nicht unbedingt die Unterstützung der anwesenden Indianer, und konnten diese nicht kontrollieren. Das größte Problem aber war, dass sich keiner der Beteiligten an den Vertrag hielt. Beim Durchzug von immer mehr Siedlern auf den Trails kam es nun aber auch immer wieder zu kleineren Scharmützeln mit den Indianern, was sich im Jahr 1854 zu einem militärischen Konflikt ausweitete. Die dort durchziehenden Siedler brachten Krankheiten mit und vertrieben die Bisons. Auch der vertraglich vereinbarte Frieden zwischen den verschiedenen Stämmen wurde nicht eingehalten. 
1868 wurde mit verschiedenen Indianerstämmen ein weiterer Vertrag geschlossen, der Vertrag von Fort Laramie 1868, welcher zur Gründung der Great Sioux Reservation führte.